# Gonatocerus hackeri
Gonatocerus hackeri är en stekelart som beskrevs av Girault 1938. Gonatocerus hackeri ingår i släktet Gonatocerus och familjen dvärgsteklar. Inga underarter finns listade i Catalogue of Life.